# 宥和政策

宥和政策の代表例のチェンバレン英首相

宥和政策（ゆうわせいさく、Appeasement）とは、戦争回避、あるいは実用主義などに基づいた戦略的な外交スタイルの一つの形式で、敵対国の主張に対して、相手の要求をある程度受け入れることによって問題の解決を図ろうとすること。宥和主義（ゆうわしゅぎ）とも。危機管理においては、抑止の反対概念として理解される。「宥」が常用漢字でないため、融和政策と表記されることがあるが、本来は別の意味である。

## 第二次世界大戦前のドイツに対して

### 歴史的背景
第一次世界大戦の結果、1919年にパリで結ばれたヴェルサイユ条約は、ドイツに対して、1320億金マルクという天文学的賠償額を要求し、全植民地と領土の13パーセントを剥奪、戦車・空軍力・潜水艦の保有禁止、陸軍兵力の制限（10万人以下）、参謀本部の解体、対仏国境ラインラント地域の非武装地帯化など、ドイツの経済や安全保障にとって非常に厳しいものとなった。この反動で、ヴェルサイユ体制打破を掲げるヒトラーが率いるナチスが国民の高い支持を得ていった。ヒトラーは自由選挙の元で国民から高い支持を集めて1933年にドイツの首相に選ばれ、その後全権委任法成立と1934年の総統就任によりドイツの独裁的指導者となる。

#### 絶対的平和主義の台頭
第一次世界大戦による甚大な被害への反省から、ヨーロッパでは「あらゆる戦争に対して無条件に反対する」という絶対的平和主義が台頭した。侵略国に対しても武力制裁を忌避する国際世論が形成され、ムッソリーニによるエチオピア侵略でも、イタリアに軍事制裁を課そうとする国はなかった。
- 1920年: 世界平和実現のため、国際連盟が作られた。
- 1924年: 「侵略戦争は国際犯罪である」と明記したジュネーブ議定書が採択された。
- 1928年: 不戦条約（ケロッグ＝ブリアン条約、戦争ノ抛棄ニ関スル条約）が締結された。

#### 保守・右翼勢力のナチス観
イギリスの保守・右翼勢力は、ナチスを防共のための必要悪と見なしていた。彼らは、ナチスを政権の座から引きずりおろせば、共産党がドイツの政権を掌握し赤化すると主張していた。政権与党のイギリス保守党内にも、ナチズムに共鳴・心酔する者や、ヒトラーを強い愛国的指導者として賞賛する者が多かった。反独の代表格とされるチャーチルも、「ナチス政体を嫌う人でも、ヒトラーの愛国的偉業には嘆賞を惜しまないであろう」「我が国にもそうした強い指導者が現れて、我々を列強の地位に連れ戻してほしいものだ」と述べたことがある。この言動から考えて、ナチスドイツの存在がイギリスに脅威を及ぼしているのでチャーチルは反独的態度を取っているのであり、ナチスドイツがイギリスにとって脅威でないのなら、チャーチルは反ナチズムの立場を取っていなかったのではとする見方もある。
ヒトラーは自著『我が闘争』において「東方生存圏」なる構想を掲げ、東欧諸国の侵略の野望を表明していたが、イギリスの保守・右翼勢力は、ソ連への軍事的けん制になると好意的に評価していた。英首相のスタンリー・ボールドウィンは「ドイツが東方へ進出することを希望している。私はボリシェヴィキとナチスが戦争を行うのを見てみたいものである」と述べ、独ソが軍事衝突することを望んでいるとした。次の首相のネヴィル・チェンバレンも同様の考えであった。ナチスドイツに対する見方について、隣国フランスの保守・右翼勢力も、イギリス国内のそれとほぼ同様であり、共産主義の方が脅威と見られていた。

### ドイツへの譲歩

ドイツの拡大
赤は1933年、ピンクは1939年、オレンジは1943年のドイツ
（保護領・総督府領を含む）

1935年、ヒトラーは、ヴェルサイユ条約の取り決めを一方的に破棄して再軍備と徴兵制の復活を発表した（ドイツ再軍備宣言）。イギリス保守党は、先述の通り反共主義の観点からドイツをソ連に対する防波堤として利用するべく、ドイツの勢力拡大を黙認した。欧州各国も同様にドイツの行動を黙認した。1936年、ドイツはラインラント進駐を行い、条約は完全な死文となった。1938年にはオーストリアを併合するなど勢力を拡げる。
反ファシズム（反ナチズム）の声を上げる政党もあり、イギリス労働党は当時野党であったが、反ファシズムを掲げていた。しかしイギリス労働党は、ファシズムに対抗するための自国の軍備拡張にも反対していた。1931年に労働党党首に就任したジョージ・ランズベリーは平和主義者で、常備軍の存在が戦争を誘発すると考え、イギリス軍を解体したいと発言したこともあったほか、無抵抗の非戦論も主張していた。これに対し労働党右派のアーネスト・ベヴィンは「無抵抗主義がかえって侵略を招く」として、党首ランズベリーを激しく攻撃し、彼を党首辞任に追い込んだ。新党首のクレメント・アトリーは反ファシズムのための軍拡容認に舵を切った。
1938年、ヒトラーがチェコスロバキアの要衝ズデーテン地方を要求したことを受け、イギリス・フランス・ドイツ・イタリア4カ国の首脳会議がミュンヘンで行われた（ミュンヘン会談）。英首相のチェンバレン（保守党）は、ドイツの要求をのむことにした。なお、チェコスロバキアの代表は、会議に参加することも意見を提出することも認められなかった。
ヨーロッパ中では世界大戦が回避され、平和が確保されたと歓喜に包まれた。特に立役者チェンバレン首相は讃えられ、パリでは街のひとつを「チェンバレン」と名付ける動議が提出されたほどであった。

### ドイツ側の国内事情
ミュンヘン会談はヒトラーにとっても大きな賭けであった。宥和が成立しなかった場合は、チェコに侵攻する計画（緑計画）が発動される予定であったが、軍人達は対チェコ戦に悲観的な見通しを持っていた。ズデーテン地方にはマジノ線に匹敵すると言われた要塞線が存在し、侵攻の大きな妨げになると予想されていた。また対英仏戦の発生も懸念されていたが、防備も十分ではなかった。独仏国境のジークフリート線も3週間と持たないという見通しすら存在した。
また、元参謀総長ルートヴィヒ・ベックを始めとする反ヒトラー派は、ヒトラー排除のクーデターを計画していた。彼らは対チェコ戦の開始をきっかけに計画を実行するつもりであったが、ミュンヘン会談により計画は延期された。こうした内情は一切イギリス側には伝わらず、政策に影響を与えることはなかった。

### ミュンヘン会談後の宥和政策

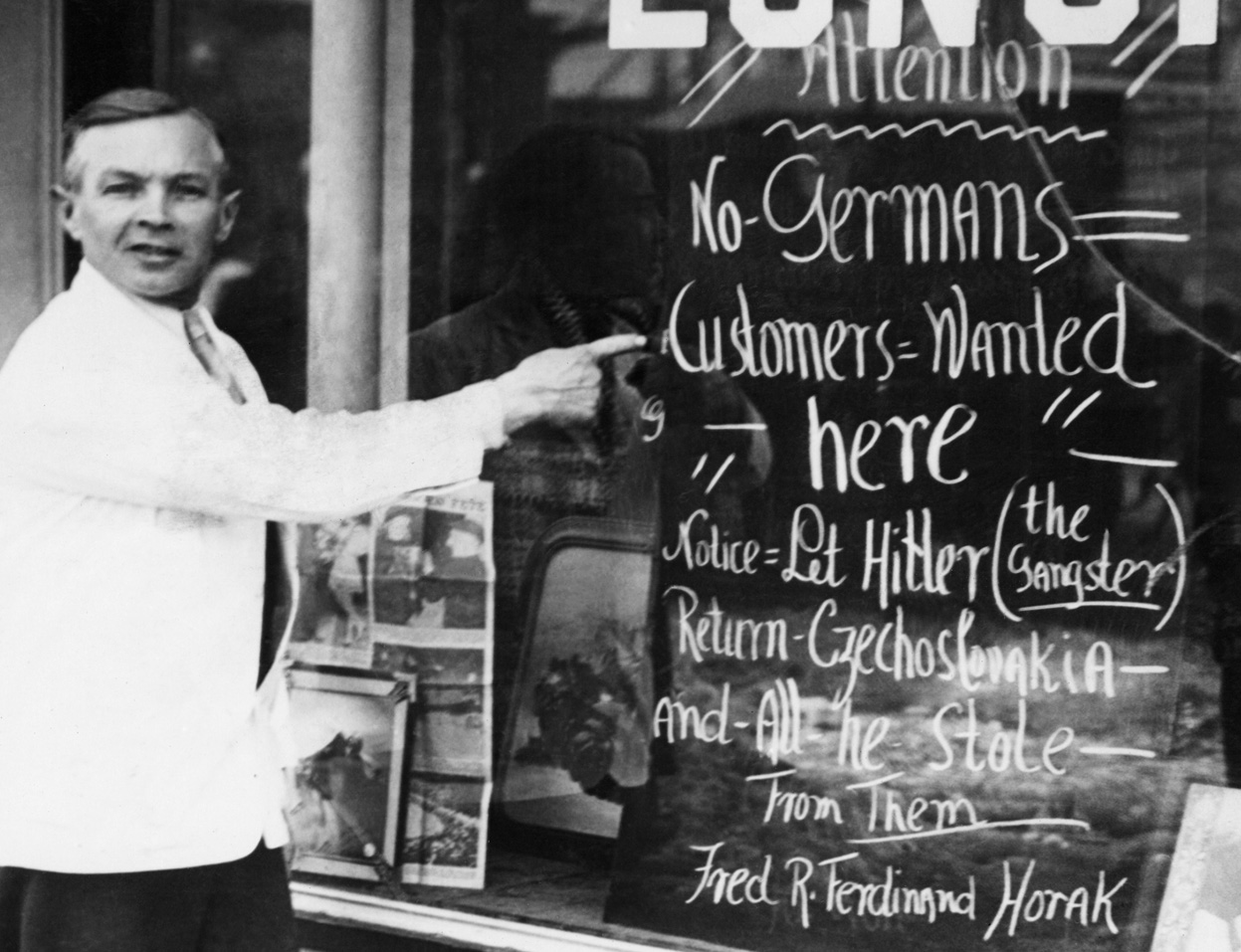
チェコスロバキア併合に抗議してドイツ系への食事の提供を拒否するチェコ系アメリカ人のレストラン経営者

ミュンヘン会談の結果、チェコスロバキアは要塞線やシュコダ社の軍需工場をはじめとする工場地帯を失い、ドイツに抵抗する力を無くした。1939年3月にはドイツの策動により、チェコスロバキアからスロバキア、カルパト・ウクライナが独立。スロバキアはドイツの保護国に、カルパト・ウクライナはドイツの同盟国ハンガリー王国に編入された。残ったチェコもドイツの要求に屈し、併合された。
これはミュンヘン会談の合意を完全に踏みにじるものであった。イギリスの世論は沸騰し、反独気運が高まった。チェンバレンは強硬な抗議を行ったが、軍事的措置はとらなかった。
次なるポーランド回廊を巡るドイツの要求に対し、イギリス・フランスはポーランドと同盟を結ぶことによってポーランドを援助し、ポーランドはドイツの要求に抵抗した。
1939年9月1日、ドイツはポーランドに侵攻、9月3日に英仏はついにドイツに宣戦布告し、第二次世界大戦が始まった。当時西部戦線のドイツ軍兵力が29個師団だったのに対し、英仏は110個師団を有して英仏側が優勢であったが、英仏はポーランド援助やドイツ本土侵攻といった手段はとらず、防備にのみ務めた。高機動力を誇るドイツ軍の前にポーランド軍はいとも簡単に粉砕され、ポーランドはドイツとソ連によって東西に分割された。

### 宥和政策の終焉
第二次世界大戦が勃発してナチスドイツが欧州各国を占領すると、イギリスもナチスドイツの侵略の脅威にさらされた。宥和政策を進めた英首相チェンバレンに対して、与党イギリス保守党内からも造反者が相次ぎ、政権の危機に陥った。チェンバレンは野党イギリス労働党に協力を要請したが、反ファシズムを掲げていた労働党党首アトリーはこれを拒絶し、チェンバレンは退陣に追い込まれた。

### 歴史的評価
ナチス政権下のドイツに対するチェンバレンの宥和政策の是非を巡っては、長い間論争が続いている。
チャーチルは著書『第二次世界大戦回顧録』の中で、「第二次世界大戦は防ぐことができた。宥和策ではなく、早い段階でヒトラーを叩き潰していれば、その後のホロコーストもなかっただろう」と宥和政策の失敗を述べている。
一方、近年のイギリスでは「チェンバレンは宥和政策で稼いだ時間を、軍備増強のために最大限有効活用した。これがなければ、イギリスは史実よりさらに不十分な軍備のまま開戦し、ドイツを叩き潰すどころか史実よりもさらに苦境に追い込まれ、極言すればスピットファイアなしでバトル・オブ・ブリテンを戦う（そして敗れる）ことになっていただろう」という肯定的な意見もある。
この問題は現代でも、独裁的で攻撃的な政権に対する対応を語る上でしばしば議論される。近年では、1990年の湾岸危機の際、米国のブッシュ(父)政権はヒトラーによるズデーテン地方要求に対して独に対して譲歩したことが及ぼした結果の反省からイラクのクウェート侵攻に関し、国連安保理決議を10度にわたって出し、イラクにクウェートからの撤退を要求したもののイラクはこれを拒否したため、多国籍軍を編成し湾岸戦争を開戦した。また、2003年の米英などによるイラク戦争開戦について、米国のブッシュ(子)政権はミュンヘン会議を例に挙げ、｢ヒトラーに対して宥和政策をとったことがアウシュビッツの悲劇を生み出した。サダム・フセインも先制攻撃しないと大変なことになる｣とイラク戦争の目的の一つとして挙げた。